# Nick Itkin
Nick Itkin (né le 9 octobre 1999) est un fleurettiste droitier américain. Itkin est deux fois médaillé de bronze olympique, deux fois médaillé individuel des Championnats du monde d’escrime, médaillé d'or individuel des Jeux panaméricains 2024 , médaillé d'or par équipes des Jeux panaméricains de 2023 et deux fois champion individuel de la NCAA. Itkin a remporté l'argent au fleuret aux Championnats du monde d'escrime de 2023 pour devenir le premier homme américain, et le troisième escrimeur américain au total, à remporter une médaille individuelle lors de deux Championnats du monde consécutifs.

## Carrière
2015-2019 : Champion du monde Junior
Nick Itkin s'entraîne avec son père au Los Angeles International Fencing Center, que son père a fondé en 2003. En 2015, il a été médaillé de bronze aux Jeux Olympiques juniors et en 2016, il a été médaillé d'or aux Championnats panaméricains cadets. En 2017, il a été médaillé d'argent aux Championnats panaméricains juniors.
Aux Championnats du monde juniors d'escrime de 2018 à Vérone, en Italie, Itkin a remporté la médaille d'or au fleuret. Il a battu le futur champion du monde Tommaso Marini en finale. Il a également remporté une médaille de bronze par équipe dans ces championnats. Il a également remporté des championnats d'escrime NCAA consécutifs au fleuret, en 2018 et 2019 alors qu'il tirait pour l'Université de Notre Dame où il a étudié les sciences politiques, il décidera à la suite de cela de poursuivre l'escrime au niveau senior. En 2018, il est devenu le premier escrimeur américain à remporter des médailles d'or aux trois championnats d'escrime de la NCAA, aux championnats nationaux d'escrime des États-Unis et au championnat du monde junior d'escrime la même année. En 2019, il a également remporté une médaille d'or par équipe aux championnats panaméricains d'escrime de 2019 à Toronto, au Canada.
2020-2023 : Premiers jeux Olympiques et médailles consécutives aux Championnats du Monde
Itkin a remporté la médaille d'or lors d'une Coupe du monde 2020 à Paris, devenant ainsi le plus jeune fleurettiste du top 10 au monde. Entre autres victoires, il a battu dans la compétition le champion du monde en titre et numéro 3 mondial Enzo Lefort, et le champion olympique en titre, l’italien Daniele Garozzo.
En 2021, Itkin a remporté le championnat national américain de fleuret, à Philadelphie.
Aux Jeux olympiques de 2021 à Tokyo, à l'âge de 21 ans, Itkin remporte une médaille de bronze avec l'équipe américaine dans la compétition de fleuret par équipes masculines. Il se classe 12e dans la compétition individuelle de fleuret masculin aux Jeux olympiques. Aux Championnats panaméricains d'escrime de 2022 à Asunción, au Paraguay, il remporte une médaille d'or par équipes et une médaille de bronze individuelle.
Itkin remporte une médaille de bronze individuelle au fleuret masculin aux Championnats du monde d'escrime de 2022 au Caire, en Égypte. Dans la compétition, il bat le numéro 6 mondial, le japonais Takahiro Shikine et l'ancien champion du monde et numéro 3 mondial, l’italien Alessio Foconi, avant de perdre contre le français Enzo Lefort sur un score de 15-14 en demi-finale. Lefort remporte la finale pour devenir double champion du monde en titre.
En 2023, Itkin a remporté le championnat national américain de fleuret pour la cinquième fois, après avoir remporté cinq des six championnats nationaux disputés entre 2017 et 2023. Avec le championnat de 2023, Itkin s'est hissé à la quatrième place de la liste de tous les temps des fleurettistes masculins ayant remporté le plus de titres nationaux américains en salle.
Bien qu'il n'ait remporté aucune médaille individuelle lors d'aucun des événements du Grand Prix ou de la Coupe du monde au cours de la saison 2023, Itkin a amélioré sa performance aux Championnats du monde de 2022 en remportant la médaille d'argent en fleuret masculin individuel aux Championnats du monde d'escrime de 2023.
2023-présent : deuxièmes Jeux Olympiques et numéro 1 mondial
Lors du Grand Prix de fleuret organisé à Washington D.C. en 2024, Itkin a remporté la médaille d'or devant son public. En route vers sa victoire, Itkin a battu le double médaillé olympique individuel Daniele Garozzo par un score de 15-9 et son compatriote italien et numéro 9 mondial Filippo Macchi 15-6 avant de vaincre le français Enzo Lefort 15-12 dans le match pour la médaille d'or, qui a été son match le plus serré du tournoi. Dans une performance dominante, Itkin a surpassé ses adversaires à Washington D.C. par un score combiné de 90-47. Avec cette victoire, Itkin est devenu le meilleur fleurettiste masculin au monde pour la saison 2024.

## Palmarès
- Jeux Olympiques
  -  Médaille de bronze par équipe aux Jeux Olympiques 2020 de Tokyo
  -  Médaille de bronze en individuel aux Jeux Olympiques 2024 de Paris[4]
- Championnats du monde
  -  Médaille de bronze individuelle aux championnats du monde 2022 au Caire
  -  Médaille d'argent individuel aux championnats du monde 2023 à Milan[5]
- Championnats panaméricains
  -  Médaille d'or par équipes aux championnats panaméricains 2019 à Toronto
  -  Médaille de bronze en individuel aux championnats panaméricains 2022 à Asuncion
  -  Médaille d’or par équipe aux championnats panaméricains 2022 à Asuncion
  -  Médaille d’argent en individuel aux championnats panaméricains 2023 à Lima
  -  Médaille d’or par équipe aux championnats panaméricains 2023 à Lima
  -  Médaille d’or en individuel aux championnats panaméricains 2024 à Lima [6]
  -  Médaille d’or par équipe aux championnats panaméricains 2024 à Lima [7]
  -  Médaille d’argent en individuel aux championnats panaméricains 2025 à Rio
  -  Médaille d’or par équipe aux championnats panaméricains 2025 à Rio
- Coupe du Monde
  -  Médaille de bronze en individuel à la Coupe du Monde de Bonn 2018
  -  Médaille d’or en individuel au Challenge Mazars 2020 à Paris
  -  Médaille d’or par équipe au Challenge Mazars 2024 à Paris
- Grand Prix
  -  Médaille d’argent en individuel au Grand Prix de Shanghai 2019
  -  Médaille de bronze en individuel au Grand Prix de Turin 2024[8]
  -  Médaille d’or en individuel au Grand Prix de Washington 2024[9]
  -  Médaille de bronze en individuel au Grand Prix de Lima 2025

## Classement en fin de saison
| Année | 2015 | 2016 | 2017 | 2018 | 2019 | 2020 | 2021 | 2022 | 2023 | 2024 | 2025 |
| ----- | ---- | ---- | ---- | ---- | ---- | ---- | ---- | ---- | ---- | ---- | ---- |
| Rang  | 289  | 286  | 72   | 78   | 9    | 7    | 6    | 7    | 6    | 2    | 4    |

Lors de la saison 2024, Itkin a atteint la place de numéro 1 mondial après le Grand Prix de Washington D.C. 2024 avant de repasser second au profit de Tommaso Marini puis Cheung Ka Long après les championnats continentaux.